# Inveralligin
Inveralligin (Schots-Gaelisch: Inbhir Àiliginn) is een dorp in de Schotse lieutenancy Ross and Cromarty in het raadsgebied Highland.